# Retrat d'un clergue (El Greco)
El Retrat d'un Clergue (miniatura) és una miniatura de vegades atribuïda a El Greco, malgrat que no existeix unanimitat en els crítics sobre aquesta atribució. Consta amb la refèrencia X-201 en el catàleg raonat d'obres d'aquest artista, realitzat pel seu especialista Harold Wethey.

## Temàtica de l'obra
De vegades s'ha identificat el personatge retratat amb Diego de Covarrubias, malgrat que no hi ha documentació fefahent per a aquesta identificació. Aquesta miniatura va sortir publicada a Exposición de la miniatura-retrato en España: catálogo general ilustrado (1916), obra de Joaquín Ezquerra del Bayo (1863-1942), com a obra d'El Greco i com a "retrato de Covarrubias"

## Anàlisi de l'obra
No està signat; Oli sobre paper; 20 x 15 cm.; Museu Lázaro Galdiano, Madrid.
Harold Wethey no creu que sigui una obra autógrafa, i pensa que és una obra de l'escola espanyola. En canvi, August L. Mayer i José Camón Aznar admeten l'autoria d'El Greco.